# Segunda División B de España 1984-85
La temporada 1984–85 de la Segunda División B de España de fútbol corresponde a la 8.ª edición del campeonato y se disputó entre el 1 de septiembre de 1984 y el 19 de mayo de 1985.

## Sistema de competición
Participaron cuarenta clubes de toda la geografía española. Encuadrados en dos grupos, se enfrentaron todos contra todos en dos ocasiones -una en campo propio y otra en campo contrario- durante un total de 38 jornadas. El orden de los encuentros se decidía por sorteo antes de empezar la competición. La Real Federación Española de Fútbol era la responsable de designar a los árbitros de cada encuentro.
El ganador de un partido obtenía dos puntos, el perdedor no sumaba puntos, y en caso de un empate había un punto para cada equipo. Al término del campeonato, el equipo que acumulaba más puntos se proclamaba campeón y ascendía, junto con el subcampeón, a Segunda División.
Los tres últimos equipos clasificados de cada grupo descendían a Tercera División.

## Nota
Hoy en día hay clubes que su nombre han derivado a idiomas como catalán-valenciano-balear, euskera o gallego; pero para reflejar la realidad de la época, los nombres de los equipos aparecen tal y como se inscribieron para competir en esta temporada.

## Equipos de la temporada 1984/85
| Datos de ascensos y descensos |
| --- |
| Algeciras CF, Linares CF, Palencia CF y Rayo Vallecano descienden de Segunda División A. CF Calvo Sotelo, CD Logroñés, CF Lorca Deportiva y CE Sabadell FC ascienden a Segunda División A. Baracaldo CF, Córdoba CF, SD Huesca, SD Ibiza, Racing de Ferrol y Racing Portuense descienden a Tercera División. FC Barcelona Aficionados, Levante UD, CD Manacor, Atlético Marbella, Orihuela Deportiva CF y Pontevedra CF ascienden a Segunda División B. |

### Grupo I
En este grupo se encuentran los equipos de: Galicia (3), Asturias (2), País Vasco (4), la mayor parte de Cataluña (4),  Castilla y León (2), Navarra (1), Aragón (3) y Principado de Andorra (1).
| - Arosa SC - SD Compostela - Pontevedra CF - Real Avilés - Sporting Atlético - Deportivo Alavés - SD Erandio - San Sebastián CF - Sestao SC - FC Barcelona Aficionados |  | - UD Figueras - Gimnàstic de Tarragona - UE Lleida - Palencia CF - Zamora CF - Osasuna Promesas - Deportivo Aragón - CD Binéfar - CD Endesa Andorra - FC Andorra |

### Grupo II
En este grupo se encuentran los equipos de: Parte de Cataluña (1), Comunidad Valenciana (3), Comunidad de Madrid (3), Andalucía (7), Islas Baleares (2), Extremadura (1), Castilla-La Mancha (2), y la ciudad autónoma de Ceuta (1).
| - CD Hospitalet - CD Alcoyano - Levante UD - Orihuela Deportiva CF - RSD Alcalá - AD Parla - Rayo Vallecano - Algeciras CF - CD Antequerano - Real Jaén CF |  | - Linares CF - RB Linense - Atlético Marbella - Xerez CD - CD Manacor - UD Poblense - CD Badajoz - Albacete Balompié - Talavera CF - AD Ceuta |

## Resultados y clasificaciones

### Grupo I

#### Clasificación
| Pos. | Equipo                           | Pts. | PJ | G  | E  | P  | GF | GC | Dif. | Clasificación               |
| ---- | -------------------------------- | ---- | -- | -- | -- | -- | -- | -- | ---- | --------------------------- |
| 1    | Sestao S. C. (C, A)              | 55   | 38 | 23 | 9  | 6  | 59 | 28 | +31  | Ascenso a Segunda División  |
| 2    | Deportivo Aragón (A)             | 54   | 38 | 23 | 8  | 7  | 56 | 31 | +25  | Ascenso a Segunda División  |
| 3    | Deportivo Alavés                 | 50   | 38 | 19 | 12 | 7  | 70 | 38 | +32  |                             |
| 4    | C. D. Endesa Andorra             | 46   | 38 | 16 | 14 | 8  | 51 | 38 | +13  |                             |
| 5    | U. D. Figueras                   | 43   | 38 | 14 | 15 | 9  | 65 | 50 | +15  |                             |
| 6    | U. E. Lleida                     | 42   | 38 | 15 | 12 | 11 | 51 | 45 | +6   |                             |
| 7    | Pontevedra C. F.                 | 41   | 38 | 12 | 17 | 9  | 56 | 41 | +15  |                             |
| 8    | C. D. Binéfar                    | 40   | 38 | 15 | 10 | 13 | 49 | 40 | +9   |                             |
| 9    | F. C. Andorra                    | 38   | 38 | 13 | 12 | 13 | 51 | 57 | −6   |                             |
| 10   | Sporting Atlético                | 36   | 38 | 12 | 12 | 14 | 43 | 48 | −5   |                             |
| 11   | Zamora C. F.                     | 36   | 38 | 15 | 6  | 17 | 41 | 54 | −13  |                             |
| 12   | Palencia C. F.                   | 36   | 38 | 13 | 10 | 15 | 47 | 46 | +1   |                             |
| 13   | Gimnàstic de Tarragona           | 35   | 38 | 13 | 9  | 16 | 41 | 44 | −3   |                             |
| 14   | Arosa S. C.                      | 35   | 38 | 12 | 11 | 15 | 44 | 52 | −8   |                             |
| 15   | S. D. Compostela                 | 34   | 38 | 9  | 16 | 13 | 41 | 55 | −14  |                             |
| 16   | F.C. Barcelona Aficionados       | 33   | 38 | 11 | 11 | 16 | 54 | 62 | −8   |                             |
| 17   | San Sebastián C. F.              | 33   | 38 | 10 | 13 | 15 | 41 | 47 | −6   |                             |
| 18   | Osasuna Promesas (D)             | 30   | 38 | 11 | 8  | 19 | 42 | 55 | −13  | Descenso a Tercera División |
| 19   | Real Avilés Industrial C. F. (D) | 27   | 38 | 7  | 13 | 18 | 47 | 62 | −15  | Descenso a Tercera División |
| 20   | S. D. Erandio (D)                | 16   | 38 | 4  | 8  | 26 | 38 | 94 | −56  | Descenso a Tercera División |

 Fuente: BDFútbol
Criterios de clasificación: Puntos · Diferencia de goles · Goles a favor · Play-off

#### Resultados
| Local \ Visitante            | ALV | FCA | ARA | ARO | AVI  | BAR | BIN | COM | EAN | ERA | FIG | GIM | LLE | OSA | PAL | PON | SAS | SES | SPO | ZAM |
| ---------------------------- | --- | --- | --- | --- | ---- | --- | --- | --- | --- | --- | --- | --- | --- | --- | --- | --- | --- | --- | --- | --- |
| Deportivo Alavés             | —   | 4–2 | 3–1 | 1–1 | 3–0  | 1–0 | 3–1 | 1–0 | 1–1 | 6–0 | 0–1 | 2–0 | 1–1 | 1–0 | 0–0 | 3–3 | 1–0 | 2–0 | 3–0 | 0–1 |
| F. C. Andorra                | 1–1 | —   | 0–1 | 3–2 | 0–1  | 3–2 | 2–2 | 1–0 | 1–1 | 1–1 | 1–0 | 1–3 | 2–2 | 1–0 | 2–2 | 0–0 | 4–1 | 1–0 | 2–1 | 4–0 |
| Deportivo Aragón             | 0–0 | 3–0 | —   | 3–1 | 2–1  | 1–0 | 1–0 | 2–0 | 1–1 | 2–0 | 0–1 | 2–1 | 1–0 | 4–1 | 3–2 | 3–0 | 2–1 | 0–0 | 2–1 | 1–0 |
| Arosa S. C.                  | 2–1 | 2–0 | 0–0 | —   | 1–1  | 6–3 | 1–0 | 2–3 | 1–1 | 4–3 | 2–1 | 0–0 | 1–1 | 2–0 | 3–0 | 1–0 | 0–2 | 1–0 | 2–1 | 1–0 |
| Real Avilés Industrial C. F. | 2–5 | 0–1 | 2–3 | 1–1 | —    | 6–0 | 0–2 | 1–1 | 2–2 | 2–2 | 2–2 | 3–2 | 1–2 | 3–1 | 2–0 | 1–1 | 2–1 | 1–1 | 1–2 | 0–1 |
| F.C. Barcelona Aficionados   | 3–1 | 2–2 | 0–0 | 2–1 | 1–3  | —   | 3–1 | 0–1 | 0–0 | 4–0 | 3–0 | 2–0 | 4–0 | 0–2 | 1–2 | 3–0 | 3–0 | 1–1 | 2–2 | 1–1 |
| C. D. Binéfar                | 2–4 | 3–0 | 2–0 | 2–0 | 1–0  | 4–1 | —   | 4–0 | 2–0 | 2–1 | 2–0 | 1–1 | 0–0 | 3–2 | 1–2 | 1–1 | 2–1 | 1–0 | 0–0 | 2–1 |
| S. D. Compostela             | 1–1 | 2–1 | 3–4 | 3–2 | 1–0  | 2–2 | 0–0 | —   | 0–0 | 2–0 | 2–2 | 2–1 | 0–3 | 2–1 | 0–0 | 1–1 | 2–2 | 1–1 | 1–1 | 7–1 |
| C. D. Endesa Andorra         | 1–4 | 1–2 | 0–1 | 3–0 | 1–0  | 3–2 | 2–1 | 0–0 | —   | 2–1 | 1–1 | 3–0 | 3–0 | 3–3 | 4–1 | 0–0 | 1–2 | 1–0 | 2–0 | 1–0 |
| S. D. Erandio                | 3–3 | 1–2 | 1–4 | 1–0 | 2–1  | 1–1 | 1–1 | 3–0 | 1–2 | —   | 1–1 | 0–1 | 2–3 | 1–0 | 0–3 | 0–3 | 1–1 | 2–3 | 1–1 | 4–5 |
| U. D. Figueras               | 2–2 | 2–2 | 0–0 | 2–0 | 10–2 | 2–3 | 2–1 | 2–0 | 2–1 | 3–0 | —   | 1–1 | 1–1 | 2–0 | 2–1 | 3–0 | 2–1 | 2–3 | 2–1 | 0–1 |
| Gimnàstic de Tarragona       | 3–1 | 2–1 | 1–2 | 2–0 | 3–2  | 0–1 | 2–0 | 2–2 | 0–1 | 1–0 | 2–2 | —   | 1–0 | 2–1 | 2–1 | 1–0 | 1–1 | 0–1 | 1–1 | 2–1 |
| U. E. Lleida                 | 2–1 | 1–0 | 1–2 | 1–1 | 1–1  | 1–1 | 1–0 | 0–0 | 2–2 | 7–0 | 2–0 | 1–1 | —   | 2–1 | 3–1 | 2–0 | 2–0 | 1–3 | 3–1 | 2–1 |
| Osasuna Promesas             | 1–3 | 4–3 | 0–3 | 0–0 | 2–1  | 0–0 | 2–0 | 1–0 | 0–2 | 3–1 | 2–2 | 1–0 | 0–2 | —   | 0–1 | 0–0 | 0–0 | 3–0 | 4–1 | 1–0 |
| Palencia C. F.               | 0–1 | 0–1 | 1–1 | 3–0 | 1–0  | 3–0 | 1–1 | 5–0 | 0–2 | 2–1 | 2–2 | 1–0 | 2–0 | 1–1 | —   | 0–0 | 1–0 | 1–1 | 1–2 | 0–1 |
| Pontevedra C. F.             | 0–3 | 1–1 | 3–0 | 3–3 | 0–0  | 1–1 | 1–1 | 2–0 | 4–0 | 6–0 | 3–3 | 2–1 | 4–0 | 3–1 | 1–0 | —   | 1–1 | 2–2 | 5–0 | 1–0 |
| San Sebastián C. F.          | 1–1 | 2–1 | 0–0 | 0–0 | 0–0  | 2–0 | 1–0 | 0–0 | 0–1 | 5–0 | 2–3 | 2–1 | 2–0 | 0–0 | 2–2 | 1–1 | —   | 0–1 | 1–4 | 3–1 |
| Sestao S. C.                 | 1–0 | 5–0 | 1–0 | 3–0 | 0–0  | 2–1 | 2–1 | 2–0 | 1–0 | 4–1 | 0–0 | 1–0 | 2–1 | 4–2 | 2–0 | 3–0 | 3–0 | —   | 1–1 | 2–0 |
| Sporting Atlético            | 0–0 | 1–1 | 1–0 | 1–0 | 2–1  | 5–0 | 0–1 | 1–1 | 1–1 | 2–1 | 2–1 | 0–0 | 0–0 | 0–2 | 3–2 | 1–0 | 0–1 | 0–1 | —   | 3–0 |
| Zamora C. F.                 | 1–2 | 1–1 | 2–1 | 1–0 | 1–1  | 2–1 | 1–1 | 3–1 | 1–1 | 1–0 | 1–1 | 1–0 | 2–0 | 2–0 | 1–2 | 0–3 | 3–2 | 1–2 | 1–0 | —   |

### Grupo II

#### Clasificación
| Pos. | Equipo                      | Pts. | PJ | G  | E  | P  | GF | GC | Dif. | Clasificación               |
| ---- | --------------------------- | ---- | -- | -- | -- | -- | -- | -- | ---- | --------------------------- |
| 1    | A. D. Rayo Vallecano (C, A) | 50   | 38 | 19 | 12 | 7  | 57 | 39 | +18  | Ascenso a Segunda División  |
| 2    | Albacete Balompié (A)       | 47   | 38 | 18 | 11 | 9  | 47 | 29 | +18  | Ascenso a Segunda División  |
| 3    | Algeciras C. F.             | 47   | 38 | 15 | 17 | 6  | 40 | 25 | +15  |                             |
| 4    | R. B. Linense               | 47   | 38 | 17 | 13 | 8  | 54 | 38 | +16  |                             |
| 5    | Orihuela Deportiva C. F.    | 45   | 38 | 14 | 17 | 7  | 46 | 32 | +14  |                             |
| 6    | Xerez C. D.                 | 43   | 38 | 14 | 15 | 9  | 39 | 30 | +9   |                             |
| 7    | Real Jaén C. F.             | 40   | 38 | 15 | 10 | 13 | 45 | 36 | +9   |                             |
| 8    | C. D. Alcoyano              | 40   | 38 | 17 | 6  | 15 | 48 | 44 | +4   |                             |
| 9    | Linares C. F.               | 40   | 38 | 14 | 12 | 12 | 43 | 43 | 0    |                             |
| 10   | A. D. Ceuta                 | 38   | 38 | 14 | 10 | 14 | 42 | 41 | +1   |                             |
| 11   | Levante U. D.               | 37   | 38 | 13 | 11 | 14 | 54 | 47 | +7   |                             |
| 12   | C. D. Hospitalet            | 35   | 38 | 11 | 13 | 14 | 45 | 52 | −7   |                             |
| 13   | Talavera C. F.              | 35   | 38 | 12 | 11 | 15 | 34 | 40 | −6   |                             |
| 14   | U. D. Poblense              | 34   | 38 | 10 | 14 | 14 | 35 | 41 | −6   |                             |
| 15   | A. D. Parla                 | 33   | 38 | 12 | 9  | 17 | 37 | 46 | −9   |                             |
| 16   | R. S. D. Alcalá             | 33   | 38 | 10 | 13 | 15 | 30 | 47 | −17  |                             |
| 17   | C. D. Manacor               | 32   | 38 | 12 | 8  | 18 | 39 | 42 | −3   |                             |
| 18   | Atlético Marbella (D)       | 31   | 38 | 11 | 9  | 18 | 38 | 48 | −10  | Descenso a Tercera División |
| 19   | C. D. Badajoz (D)           | 30   | 38 | 10 | 10 | 18 | 40 | 50 | −10  | Descenso a Tercera División |
| 20   | C. D. Antequerano (D)       | 23   | 38 | 8  | 7  | 23 | 26 | 69 | −43  | Descenso a Tercera División |

 Fuente: BDFútbol
Criterios de clasificación: Puntos · Diferencia de goles · Goles a favor · Play-off

#### Resultados
| Local \ Visitante        | ALB | ALA | ALY | ALG | ANT | BAD | CEU | HOS | JAE | LEV | LNR | LNS | MAN | MAR | ORI | PAR | POB | RAY | TAL | XER |
| ------------------------ | --- | --- | --- | --- | --- | --- | --- | --- | --- | --- | --- | --- | --- | --- | --- | --- | --- | --- | --- | --- |
| Albacete Balompié        | —   | 0–1 | 2–2 | 1–0 | 2–0 | 1–1 | 3–1 | 0–0 | 3–2 | 2–4 | 1–0 | 2–0 | 2–0 | 4–0 | 1–1 | 1–0 | 1–0 | 1–2 | 2–0 | 1–0 |
| R. S. D. Alcalá          | 0–0 | —   | 2–1 | 2–2 | 1–1 | 1–0 | 0–0 | 2–0 | 0–2 | 0–1 | 1–0 | 0–0 | 1–0 | 2–1 | 0–0 | 1–1 | 1–1 | 4–1 | 0–1 | 1–0 |
| C. D. Alcoyano           | 0–2 | 2–1 | —   | 2–2 | 4–0 | 3–1 | 3–1 | 2–1 | 2–1 | 2–1 | 0–1 | 1–0 | 3–0 | 3–0 | 1–1 | 1–0 | 3–1 | 1–1 | 0–2 | 2–2 |
| Algeciras C. F.          | 1–0 | 6–0 | 1–0 | —   | 1–0 | 1–0 | 3–1 | 1–0 | 2–1 | 2–2 | 1–1 | 0–0 | 0–2 | 3–0 | 0–0 | 2–1 | 0–0 | 1–1 | 1–0 | 0–0 |
| C. D. Antequerano        | 0–2 | 1–1 | 1–0 | 0–0 | —   | 1–0 | 2–1 | 0–1 | 0–4 | 2–1 | 0–0 | 2–1 | 1–1 | 0–3 | 0–2 | 2–0 | 2–0 | 1–3 | 2–0 | 0–0 |
| C. D. Badajoz            | 1–1 | 0–0 | 2–1 | 3–0 | 4–1 | —   | 0–1 | 0–2 | 2–1 | 3–2 | 2–0 | 2–2 | 2–1 | 2–0 | 2–2 | 0–1 | 1–1 | 2–3 | 0–1 | 1–1 |
| A. D. Ceuta              | 2–1 | 1–1 | 3–1 | 0–0 | 3–1 | 0–1 | —   | 1–0 | 1–0 | 1–0 | 1–1 | 1–0 | 4–1 | 2–2 | 1–0 | 1–2 | 1–0 | 1–3 | 4–1 | 3–0 |
| C. D. Hospitalet         | 3–3 | 2–0 | 1–1 | 0–2 | 3–1 | 1–1 | 0–0 | —   | 2–1 | 4–4 | 3–1 | 2–2 | 1–0 | 1–0 | 3–6 | 1–1 | 2–1 | 0–0 | 1–0 | 1–3 |
| Real Jaén C. F.          | 1–0 | 4–1 | 1–0 | 1–2 | 1–0 | 2–0 | 1–0 | 1–0 | —   | 0–1 | 1–1 | 4–1 | 0–0 | 0–1 | 1–1 | 1–2 | 1–0 | 2–2 | 1–0 | 2–1 |
| Levante U. D.            | 1–1 | 3–0 | 1–0 | 0–0 | 3–0 | 2–0 | 1–1 | 1–1 | 0–2 | —   | 3–1 | 0–0 | 0–0 | 2–0 | 2–2 | 2–1 | 2–3 | 1–1 | 4–1 | 2–0 |
| Linares C. F.            | 1–1 | 1–1 | 0–1 | 1–0 | 4–1 | 2–1 | 2–0 | 2–0 | 1–1 | 2–1 | —   | 1–1 | 1–0 | 3–0 | 1–0 | 3–2 | 1–1 | 0–2 | 1–0 | 4–1 |
| R. B. Linense            | 1–0 | 1–0 | 2–0 | 0–0 | 4–1 | 3–2 | 2–0 | 3–1 | 2–0 | 3–2 | 4–1 | —   | 0–0 | 1–1 | 0–0 | 1–0 | 3–1 | 1–0 | 3–0 | 2–0 |
| C. D. Manacor            | 0–1 | 3–0 | 0–1 | 0–0 | 3–0 | 2–0 | 1–0 | 4–2 | 0–1 | 2–1 | 1–0 | 5–2 | —   | 2–1 | 1–1 | 0–2 | 2–0 | 0–2 | 0–0 | 1–3 |
| Atlético Marbella        | 0–1 | 3–1 | 2–1 | 1–1 | 2–0 | 0–0 | 1–0 | 0–0 | 1–0 | 3–0 | 0–1 | 1–2 | 2–0 | —   | 2–4 | 1–1 | 2–2 | 1–3 | 5–0 | 1–1 |
| Orihuela Deportiva C. F. | 1–1 | 1–0 | 1–2 | 1–0 | 2–1 | 1–0 | 1–1 | 0–3 | 3–0 | 1–0 | 3–0 | 1–1 | 2–1 | 1–0 | —   | 2–0 | 4–0 | 0–0 | 1–1 | 0–0 |
| A. D. Parla              | 1–0 | 2–1 | 0–1 | 1–1 | 2–1 | 1–2 | 1–2 | 1–1 | 1–1 | 1–1 | 2–0 | 2–1 | 0–3 | 1–0 | 0–0 | —   | 2–0 | 2–2 | 1–2 | 0–2 |
| U. D. Poblense           | 1–1 | 2–0 | 2–0 | 0–1 | 3–1 | 3–1 | 1–1 | 2–0 | 0–0 | 2–1 | 0–0 | 1–2 | 1–1 | 2–0 | 0–0 | 0–0 | —   | 2–0 | 2–0 | 0–0 |
| A. D. Rayo Vallecano     | 0–1 | 1–0 | 1–0 | 2–2 | 0–0 | 2–1 | 2–0 | 3–2 | 2–2 | 2–1 | 3–1 | 3–2 | 1–0 | 1–1 | 2–0 | 1–2 | 2–0 | —   | 0–2 | 0–1 |
| Talavera C. F.           | 0–1 | 1–2 | 0–1 | 1–0 | 5–0 | 3–0 | 0–0 | 0–0 | 1–1 | 1–0 | 1–1 | 0–0 | 3–2 | 0–0 | 3–0 | 2–0 | 0–0 | 1–3 | —   | 1–1 |
| Xerez C. D.              | 1–0 | 1–1 | 4–0 | 0–1 | 2–0 | 0–0 | 2–1 | 2–0 | 0–0 | 0–1 | 2–2 | 1–1 | 1–0 | 1–0 | 1–0 | 3–1 | 2–0 | 0–0 | 0–0 | —   |

## Resumen
Campeones de Segunda División B
| - Sestao Sport Club | - Agrupación Deportiva Rayo Vallecano |

Ascienden a Segunda división:
| Grupo I - Sestao Sport Club - Deportivo Aragón | Grupo II - Agrupación Deportiva Rayo Vallecano - Albacete Balompié |

Descienden a Tercera división: 
| Grupo I - Osasuna Promesas - Real Avilés - SD Erandio | Grupo II - Club Atlético Marbella - Club Deportivo Badajoz - Club Deportivo Antequerano |

## Copa del Rey
Los diez primeros clasificados de cada grupo se clasifican para la siguiente edición de la Copa del Rey.
| Predecesor: 1983/84 | Segunda División B de España 1984/1985 | Sucesor: 1985/86 |

- Datos: Q532183